# Escif (ceràmica)

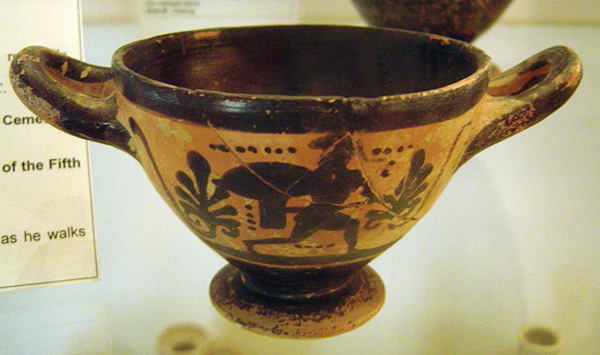
Escif àtic del 490-480 aC

L'escif (del grec σκύφος) fou la tipologia de ceràmica grega per a beure més popular durant el període geomètric. De caràcter innovador, s'exportà tant a les metròpolis gregues com a les colònies fenícies del Mediterrani occidental. Els escifs corintis solen denominar-se amb el terme més específic de còtila (del grec κοτύλη), que antigament designava genèricament una copa; la còtila també era una antiga unitat de volum.
Es tracta d'un bol de llavi marcat i curt, amb dues nanses horitzontals i una base baixa i ampla, o sense base. La decoració acostuma a limitar-se a la banda de les nanses.
A Catalunya es conserva un exemplar d'escif ibèric a la Biblioteca Museu Víctor Balaguer de Vilanova i la Geltrú, provinent del jaciment de Darró.